# Попово (гміна Ліпно)
Попово (пол. Popowo, нім. Papenfeld) — село в Польщі, у гміні Ліпно Ліпновського повіту Куявсько-Поморського воєводства.
Населення — 415 осіб (2011).
У 1975-1998 роках село належало до Влоцлавського воєводства.

## Демографія
Демографічна структура станом на 31 березня 2011 року:
|          | Загалом | Допрацездатний вік | Працездатний вік | Постпрацездатний вік |
| -------- | ------- | ------------------ | ---------------- | -------------------- |
| Чоловіки | 213     | 53                 | 140              | 20                   |
| Жінки    | 202     | 45                 | 115              | 42                   |
| Разом    | 415     | 98                 | 255              | 62                   |